# إسماعيل أباد (تشناران)
إسماعيل‌ أباد (بالفارسية: اسماعیل‌آباد) هي قرية تقع في قسم غلمكان الريفي (مقاطعة تشناران) في إيران.